# Sim Van der Ryn
Simon (Sim) Herman Van der Ryn (* 12. März 1935 in Groningen, Niederlande; † 19. Oktober 2024 in Petaluma) war ein US-amerikanischer Architekt und Professor für Architektur an der University of California, Berkeley. Er gilt als einer der führenden Repräsentanten der „nachhaltigen Architektur“, die Grundsätze physischer und sozialer Ökologie in Architektur und umweltfreundlichem Design beachtet.

## Leben
Aufgrund des Zweiten Weltkriegs und ihrer jüdischen Herkunft verließ Sim van der Ryns Familie 1939 die Niederlande und ließ sich in Kew Gardens, einer Siedlung im New Yorker Stadtteil Queens, nieder und später schließlich in Great Neck, einem Dorf bei New York. Er wuchs sehr naturverbunden auf, wobei ihn vor allem die Details der Natur faszinierten. Seine Ausbildung bekam er an der High School of Music and Arts in Manhattan und von 1953 bis 1958 an der University of Michigan in Ann Arbor, dort erhielt er auch die staatliche Architekturlizenz und die Zulassung zur  Berufstätigkeit in den gesamten USA. Während seines Studiums wurden seine Ansichten durch den Gastdozenten Buckminster Fuller (Erfinder der Geodätischen Kuppel) beeinflusst.
1958 zog Van der Ryn mit seiner ersten Ehefrau, Mimi Wolfe, nach Kalifornien und ließ sich in Berkeley nieder. Von 1961 bis zur Emeritierung 1995 lehrte er Architektur am Berkeley’s College of Environmental Design, einem College der University of California, Berkeley. Ab 1969 war er dort Professor. Er wurde unter anderem durch ein Guggenheim-Stipendium (1970) sowie Stipendien der Rockefeller-Stiftung, Graham Foundation und Institute of Green Professionals gefördert.
Ende der 1960er Jahre zog Van der Ryn mit seiner Familie von Berkeley in das kalifornische Inverness, wo er im Wald sein eigenes Haus („Eco Refuge“) errichtete. Außerdem wohnte er abwechselnd auf einem mit Photovoltaikzellen betriebenen Hausboot in Sausalito, wo auch sein Unternehmen Van der Ryn Architects seinen Sitz hatte.
In der zweiten Hälfte des zwanzigsten Jahrhunderts, in der sich die Forschung in einem Aufschwung befand, konnten Van der Ryn und andere Architekten und Designer den Weg für neue Techniken, Systeme, Materialien und Lösungen für Designs bereiten, um Umgebungen zu schaffen, die mit dem Ort und den jeweiligen Klima in harmonischem Einklang stehen sollen sowie auf menschliche Bedürfnisse gut reagieren können.
Van der Ryn wurde in der Regierung von Gouverneur Jerry Brown 1975 zum „California State Architect“ ernannt. Während dieser Zeit entwickelte er das erste von einer Regierung initiierte energiewirtschaftliche Bebauungsprogramm in den USA und führte die Übernahme der Energiestandards und die Standards für den Zugang für Behinderte für alle öffentlichen Bauwerke in Kalifornien ein. Durch das von ihm in dieser Zeit begründete Office of Appropriate Technology, welches Steuererleichterungen für Windparks bereitstellte, löste er einen ersten Boom des Windkraftanlagenbaus in Kalifornien aus.
In den siebziger Jahren gründete Van der Ryn das Farallones Institute, um ein gesamtamerikanisches Bewusstsein „für ökologisch einheitlichen Lebensstil“ zu fördern.
Van der Ryn wohnte in Inverness, bis er in eine Demenzpflegeeinrichtung in Petaluma kam. Dort starb er 2024 mit 89 Jahren. Er hinterließ drei Kinder.

## Werk

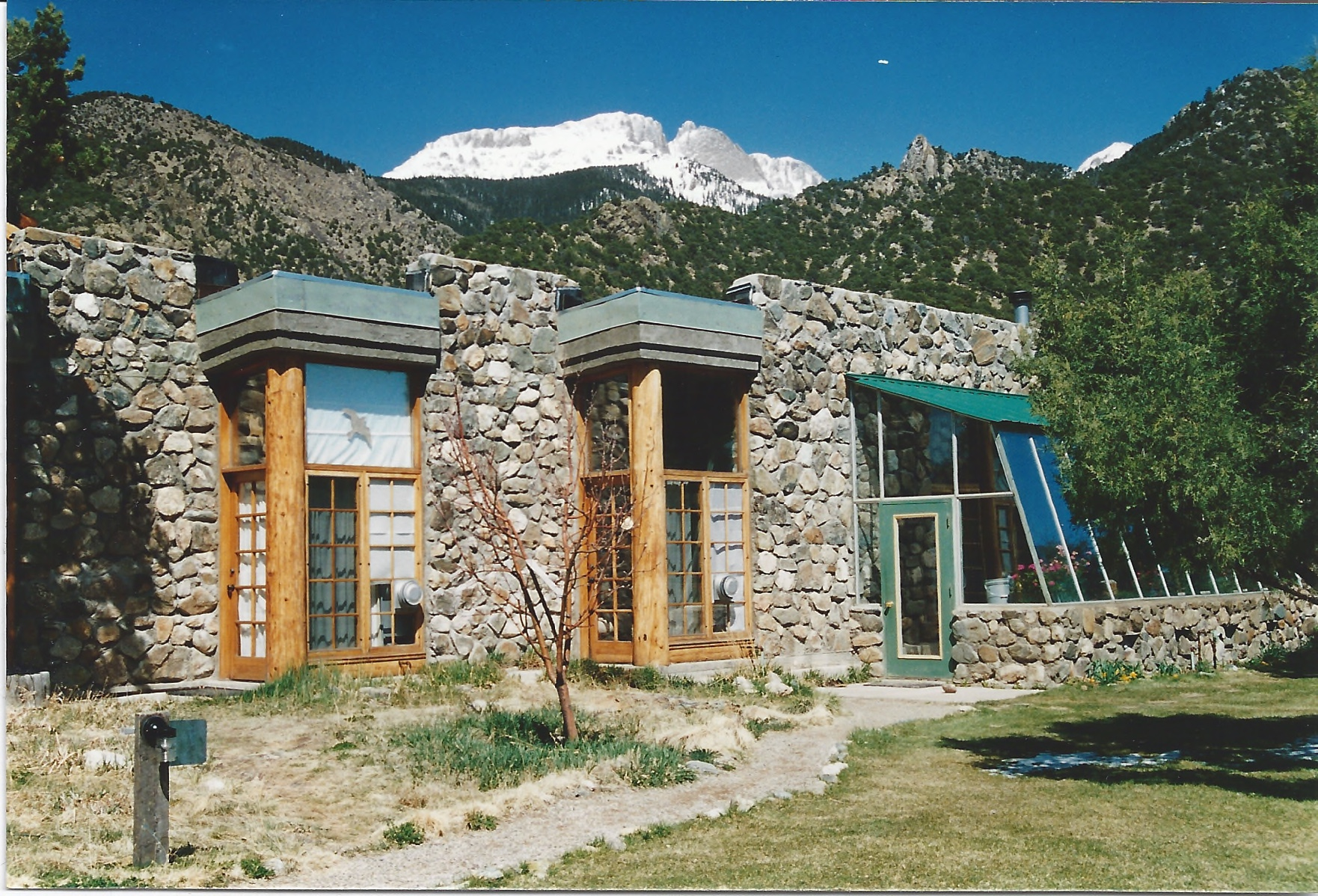
Lindisfarne Fellows House in Colorado

Van der Ryn hebt sich unter den anderen Designern und Planern, die den Weg für nachhaltiges Design bei Gemeinschafts- und bauspezifischen Maßstäben und bereitet haben, ab. Vom Einfamilien- und Mehrfamilienhaus bis zu Gemeindeeinrichtungen, Erholungszentren, Urlaubsorten, Lerneinrichtungen sowie Handelsgebäuden hat er bereits fast alles entworfen.
Bauten (Auswahl)
- Crestone Mountain Zen Center (Lindisfarne Celtic Monastery), 1970er Jahre, Moffat, Colorado (mit Keith Critchlow)[6]
- State of California, Department of Justice, Office Building #1, 1977/1978, Sacramento[7]
- Lindisfarne Fellows House (in einen Hang eingebettetes Solarhaus), 1984, Crestone, Colorado
- State of California, Energy Resources and Conservation and Development Building, Sacramento[8]
- Real Goods Solar Living Center, 1996, Hopland, Kalifornien[9]

## Publikationen (Auswahl)
- Toilet papers: Design to recycle human waste and water dry toilets greywater systems and urban sewage. Capra Press, Santa Barbara 1978, ISBN 0-88496-121-4.
- mit Helga und William Olkowski: The Integral Urban House. Random House, New York 1982, ISBN 0-87156-213-8.
- mit Peter Calthorpe: Sustainable Communities: A New Design Synthesis for Cities, Suburbs and Towns. Sierra Club Books, San Francisco 1986, ISBN 0-87156-629-X.
- Design For Life: The Architecture of Sim Van der Ryn. Gibbs Smith, Layton 2005, ISBN 1-58685-530-1.
- mit Stuart Cowan: Ecological Design. 10. Auflage. Island Press, Washington 2007, ISBN 978-1-59726-140-1 (Paperbackausgabe: ISBN 978-1-59726-141-8).
- Design for an Empathic World: Reconnecting People, Nature, and Self. Island Press, Washington 2013, ISBN 978-1610914260.
- Cultur: an Ecological Design Retrospective. Routledge, New York 2013, ISBN 978-0-415-83967-9.